# 須藤賢一
須藤 賢一（すどう けんいち、1958年2月14日 - ）は、日本のキーボーディスト、作曲家、編曲家。宮城県塩竈市出身。

## 略歴
17歳でプロデビュー。1982年、影山ヒロノブのオリジナルアルバムに参加。以降、影山の作品に数多く関わる。1990年、影山が「LAZY」の元メンバーと結成したバンド「AIRBLANCA」にキーボード担当として参加。2000年に影山を中心に結成された「JAM Project」のサポートメンバーとして楽曲の作曲・編曲を手掛け、『裏JAM』と呼ばれるJAMを裏で支えるユニット、「TRY FORCE」のメンバーとしても活動している。
またアニメ作品への楽曲提供のほか、野川さくら、遠藤正明、茅原実里などの声優アーティスト、アニメソング歌手のサポートも務め、主にアニメソングを中心に活動している。
キッズステーションで放送していたアニメソング番組『アニぱら音楽館』ではキーボード担当、音響監督としてレギュラー出演していた。

## 演奏スタイル
ライブステージでは、最新のデジタルシンセサイザーだけでなく、ハモンドオルガン、MOOGシンセサイザー、クラビネットなどいわゆるヴィンテージキーボードも多用している。

## 楽曲提供
- Project Yamato 2199
  - 宇宙戦艦ヤマト（編曲）
- JAM Project
  - 鋼の救世主（編曲）
  - 嘆きのロザリオ（作編曲）
  - SKILL（作曲）
- 岩永雅子
  - HURRY UP DREAM 〜旅立ち〜（編曲）
- 遠藤正明
  - 太陽の赤い涙～New Generation Herors～（作編曲）
  - A PIECE OF THE SUN（編曲）
  - 戦士よ、起ち上がれ!（編曲）
- 影山ヒロノブ
  - POWER of LOVE（編曲）
  - Soul of Rebirth〜時代の鼓動になれ〜（編曲）
  - HEATS（編曲）
  - ヨーソロー～星の海を越えて～（編曲）
- 菊田知彦
  - Beat on Dream on（編曲）
  - 青い狼（編曲）
- きただにひろし
  - 聖なるけものたち（編曲）
- 串田アキラ
  - Gods（編曲）
- 茅原実里
  - 一等星（編曲）
  - 巡り逢い 〜かけがえのないもの〜（編曲）
- 福山芳樹
  - 吠えろ!!（編曲）
- 水木一郎
  - 伝説〜legend〜（作編曲）

他多数

## 演奏参加作品
2010年
- Freedom Dreamer
  - Freedom Dreamer
  - Best mark smile
  - 夏色華日

2011年
- TERMINATED
  - 巡り逢い 〜かけがえのないもの〜

## 出演

### ライブ公演
2001年
- JAM Fight! Live in JAPAN

2002年
- JAM second mission EVOLUTION

2003年
- JAM Project 3rd LIVE 震撼 〜Return to the Chaos〜

2004年
- JAM Project 4th LIVE VICTORY 〜a once in a lifetime chance〜

2005年
- JAM Project 結成5周年記念 LIVE KING GONG

2007年
- JAM Project LIVE JAPAN CIRCUIT 2007 Break Out
- i melody 〜Minori Chihara Birthday Live 2007〜（11月18日[1]）

2008年
- Minori Chihara 1st Live Tour 2008 〜Contact〜（2月9日 - 3月23日[2]）

2009年
- Minori Chihara Live Tour 2009 〜Parade〜（2月7日 - 3月22日[3]）
- Minori Chihara Live 2009 "SUMMER CAMP"（8月1日 - 2日[4]）
- Minori Chihara Live 2009 Final（12月31日[5]）
- Minori Chihara Countdown Live 2009-2010（12月31日[5]）

2010年
- Minori Chihara Live Tour 2010 〜Sing All Love〜（4月10日 - 5月30日[6]）
- Minori Chihara Live 2010 "SUMMER CAMP 2"（8月7日 - 8日[7]）

2011年
- Minori Chihara Live Tour 2011 〜Key for Defection〜（2月12 - 5月8日[8]）
- Minori Chihara Live 2011 "SUMMER CAMP 3"（8月5日 - 7日[9]）
- Minori Chihara Acoustic Live 2011（11月20日）
- Minori Chihara Live 2011 Final（12月31日[10]）
- Minori Chihara Countdown Live 2011-2012（12月31日[10]）

2012年
- CMB 1st LIVE 〜SOUND MAJESTY〜[11]
- アニメロミックス Presents Minori Chihara Birthday Live 2012 supported by JOYSOUND（11月18日[12]）

2015年
- Minori Chihara Symphonic Concert 2015 〜Reincarnation〜（5月6日）
- MINORI CHIHARA LIVE 2015 "SUMMER DREAM 3"（8月1日 - 2日）

2016年
- JAM Project LIVE TOUR 2016 ～AREA Z～
- Minori Chihara Live Tour 2016 〜Innocent Age〜（6月18日 - 7月18日）
- MINORI CHIHARA LIVE 2016 "SUMMER DREAM4"（8月6日 - 7日）

2017年
- Minori Chihara Live Tour 2017 〜Take The Offensive〜（4月16日 - 5月21日）
- CMB 2nd Live 〜One Night's Legend〜
- MINORI CHIHARA LIVE 2016 "SUMMER DREAM5"（8月4日 - 6日）
- Minori Chihara Live 2017 〜BOUNENKAI〜（12月27日）

### CD
- Minori Chihara Live Tour 2011 〜Key for Defection〜 LIVE CD+PHOTO BOOK

### DVD、Blu-ray Disc
2009年
- Message 02
- Minori Chihara Live Tour 2009 〜Parade〜 LIVE DVD/Blu-ray

2010年
- Minori Chihara Live 2009 "SUMMER CAMP" LIVE DVD/Blu-ray[注 1]
- Message 03
- Minori Chihara Live Tour 2010 〜Sing All Love〜 LIVE DVD/Blu-ray

2011年
- Minori Chihara Live 2010 "SUMMER CAMP 2" Live DVD/Blu-ray

2012年
- Minori Chihara Acoustic Live 2011 Live DVD/Blu-ray[注 2]
- CMB 1st LIVE 〜SOUND MAJESTY〜 Live Blu-ray